# Alan Kelly (arbitro)
Alan Kelly (Cork, 9 aprile 1975) è un arbitro di calcio irlandese.

## Carriera
Kelly è un arbitro internazionale dal 1º gennaio 2002 La prima convocazione di una certa importanza arriva pochi mesi dopo, per gli Europei Under 17 in Danimarca. In questo torneo dirige tre partite della fase a gironi e una semifinale. Nel 2003 ha poi diretto un primo preliminare di Champions League.
Ha fatto il suo esordio in una gara tra nazionali maggiori il 5 giugno 2004, dirigendo un'amichevole tra Svezia e Polonia. Nell'ottobre 2005 ha diretto per la prima volta nella fase a gironi della Coppa UEFA, e nel febbraio 2008 un sedicesimo di finale della stessa competizione.
Ha diretto tre partite di qualificazione tra nazionali ai Mondiali del 2010. Nel settembre del 2010 ha fatto il suo esordio nella fase a gironi della Champions League, dirigendo un match tra CFR Cluj e Basilea.